# Mireille Capitaine
Mireille Capitaine é uma matemática francesa, cuja pesquisa se concentra em matrizes aleatórias e teoria das probabilidades livre.
Em 2012 recebeu o Prêmio G. de B. Robinson por um artigo de sua coautoria que introduziu as leis de Bessel livres, uma família de generalizações de dois parâmetros da distribuição de Poisson livre.
Obteve um doutorado em 1996 pela Universidade Paul Sabatier, orientada por Michel Ledoux. Atualmente é pesquisadora do Centre national de la recherche scientifique (CNRS), associado ao Institut de mathématiques de Toulouse.